# 菅田庵
菅田菴（かんでんあん）は、島根県松江市の旧松江藩家老有沢家の山荘にある松平不昧治郷ゆかりの茶室。国の史跡および名勝。また山荘内の菅田菴及び向月亭、御風呂屋は国の重要文化財の指定を受けている。

## 概要
江戸時代中期の1792年（寛政4年）頃に松江藩7代藩主・松平治郷（不昧）の指図（設計図）により、家老有沢家の山荘内に建設された草庵風の茶室である。屋根は入母屋造茅葺きの田舎屋風とし、間取りは1畳台目中板入りとする。1畳台目という極小の空間であるが、手前座と客座の間に幅1尺4寸（約42cm）の中板を入れ、東面にじり口の上を幅広い連子窓として光を取り入れることにより、狭さを感じさせない工夫がされている。中板と手前座の境には曲がりの強い中柱を立て、一重の棚を釣り、炉は隅切とする。
敷地内には菅田菴の西に接して不昧の弟である為楽庵雪川好みの茶室「向月亭」が建ち、蒸し風呂式の御風呂屋（茶室の待合を兼ねる）があり、現在はこれらを含む山荘全体の通称が菅田庵となっている。向月亭は4畳半台目に入側縁をめぐらした主室のほか、6畳、8畳、くつろぎの間等から成る。
　

## 利用情報
- 開園時間 - 10:00～16:00（入場は15:45まで）
- 休園日 - 火曜日（祝日の場合は翌日）
- 所在地 -  〒690-0824 島根県松江市菅田町106

## 交通アクセス
- 山陰本線 松江駅 からバスで20分、「菅田庵入口」下車、小径を徒歩15分

## 周辺
- 千手院
- 島根大学旧奥谷宿舎（旧制松江高等学校外国人宿舎）
- 菅田変電所
- 島根大学
- 島根大学総合博物館アシカル